# Xenija Alexandrowna Rappoport

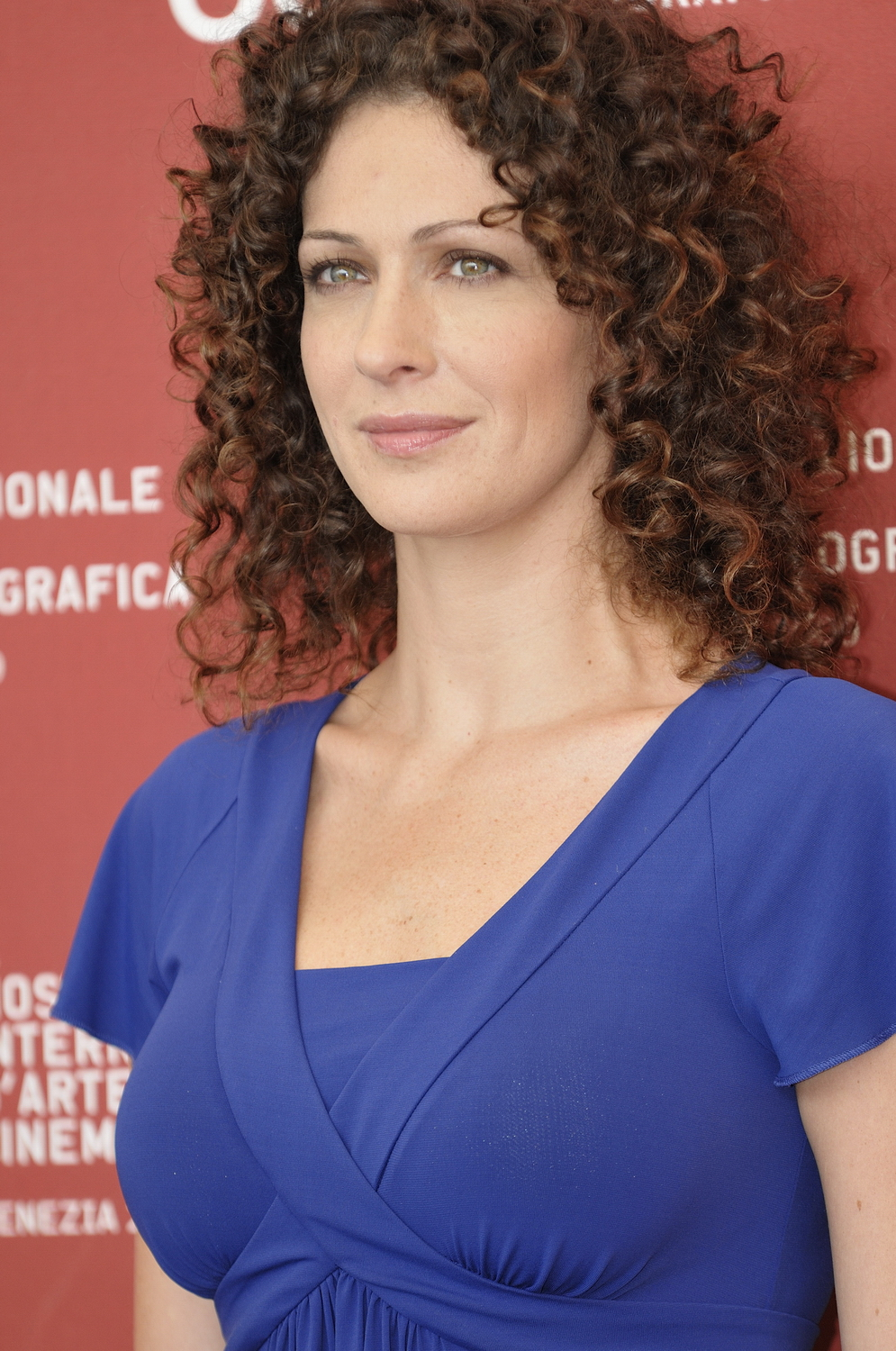
Xenija Rappoport bei den 66. Filmfestspielen von Venedig 2009

Xenija (auch Kseniya) Alexandrowna Rappoport (russisch Ксения Александровна Раппопорт; * 25. März 1974 in Leningrad) ist eine russische Schauspielerin.

## Biografie
Xenija Rappoport wurde 1974 in Leningrad, in der Sowjetunion, geboren, dem heutigen Sankt Petersburg. Sie besuchte dort die Staatliche Akademie für Theaterkunst, wo sie in der Klasse von W. M. Filschtinski studierte. Nach Beendigung ihrer Schauspielausbildung im Jahr 1999 schloss sie sich dem Ensemble des Sankt Petersburger Maly Theaters um Lew Dodin an und gab im Jahr 2001 ihr professionelles Debüt mit der weiblichen Hauptrolle in Anton Tschechows Drama Die Möwe. Dem Part der Nina folgten sowohl weitere Hauptrollen in Tschechow-Stücken (Platonow, 2004) als auch den antiken Tragödien von Sophokles (König Ödipus, 2002; Antigone, 2004) und der Goldoni-Komödie Der Diener zweier Herren (2004). 2003 erhielt Rappoport für ihre Interpretation der Elena in Leo Dodins Inszenierung von Tschechows Onkel Wanja den „Goldenen Lichtstreifen“, den wichtigsten Sankt Petersburger Theaterpreis.
Parallel zu ihrer Arbeit am Theater nimmt Rappoport regelmäßig Engagements für Film- und Fernsehproduktionen wahr. Ihr Spielfilmdebüt feierte sie 1991 in Dmitri Astrachans preisgekrönter Tragikomödie Isydi!, der weitere unterschiedlich große Rollen in Bernard Roses internationaler Kinoproduktion Anna Karenina (1997), Sergej Sneschkins Tschechow-Adaption Die Blüten der Calendula (1998) folgten, sowie Angebote für diverse russische Fernsehserien. Nach größeren Parts in Jean-Daniel Verhaeghes Fernsehfilm Sissi, l'impératrice rebelle (2004) und dem Fernsehmehrteiler Jessenin (2005), in dem sie an der Seite von Sean Young und Gary Busey agierte, folgte 2006 mit Giuseppe Tornatores La Sconosciuta der internationale Durchbruch als Filmschauspielerin. Der italienische Regisseur hatte erfolglos in Prag, Kiew und Moskau nach der Hauptdarstellerin seiner Kinoproduktion gesucht, ehe er Rappoport verpflichtete, die bei den ersten Testaufnahmen weder das Drehbuch kannte, noch der italienischen Sprache mächtig war. In La Sconosciuta (dt.: „Die Unbekannte“), in 96 Tagen in Triest und Rom abgedreht, schlüpft Rappoport in die Rolle einer 32-jährigen Ukrainerin, die in ihrer Jugend einem internationalen Prostitutionsring zum Opfer fiel. In der Vergangenheit schwer vergewaltigt und misshandelt geht sie Jahre später in Italien einer unterbezahlten Arbeit als Putzfrau nach, um ihre zur Adoption freigegebene Tochter aufzuspüren.
Der Part der geheimnisvollen Irina brachte Rappoport die Gunst der internationalen Filmkritiker ein. Das US-amerikanische Branchenblatt Variety lobte die russische Schauspielerin für ihr unglaubliches Geschick, das Publikum auf ihre Seite zu ziehen und ihre Irina als eines der „am tiefsten nuancierten Filmportraits einer Frau, die durch die Hölle der menschlichen Sklaverei gegangen ist“. Tornatores Film gewann 2006 den wichtigsten italienischen Filmpreis David di Donatello, während sich Rappoport als beste Hauptdarstellerin gegen so renommierte italienische Aktricen wie Margherita Buy (Saturno contro) oder Giovanna Mezzogiorno (Lezioni di volo) durchsetzen konnte. Ein Jahr später wurde Rappoport für den Europäischen Filmpreis nominiert, hatte aber gegenüber der Oscar-Preisträgerin Helen Mirren (Die Queen) das Nachsehen. Tornatores Film wurde im selben Jahr als offizieller italienischer Beitrag für die Nominierung in der Kategorie des besten fremdsprachigen Filmes bei der Oscarverleihung 2008 ausgewählt, kam aber nicht in Endauswahl.
Nach dem Erfolg im italienischen Kino war Rappoport 2008 als verwöhnte russische Opernsängerin in Kirill Serebrennikows Drama Juris Tag (Jurjew den) zu sehen, für deren Darstellung sie Lob auf dem Filmfestival von Locarno erhielt. Im selben Jahr kehrte sie für Maria Sole Tognazzis L'uomo che ama zum italienischen Film zurück. In dem Drama sind unter anderem Pierfrancesco Favino, Monica Bellucci und Marisa Paredes ihre Filmpartner. Ebenfalls im Jahr 2008 konnte die russische Schauspielerin als Moderatorin der Eröffnungs- und Abschlusszeremonie für die 65. Filmfestspiele von Venedig gewonnen werden. Ein Jahr später erhielt sie für die Hauptrolle in Giuseppe Capotondis Drama Die doppelte Stunde mit der Coppa Volpi den Darstellerpreis der 66. Filmfestspiele von Venedig.
2015 wurde Rappoport als Volkskünstler Russlands ausgezeichnet.

## Theaterstücke (Auswahl)
- 2001: Die Möwe
- 2002: König Ödipus
- 2003: Onkel Wanja
- 2004: Der Diener zweier Herren
- 2004: Platonow
- 2004: Antigone

## Filmografie (Auswahl)
- 1991: Isydi! (Изыди!)
- 1997: Anna Karenina
- 1998: Die Blüten der Calendula (Плачу вперёд!)
- 2001: Platschu wperjod! (Плачу вперёд!)
- 2004: Wsadnik po imeni Smert (Всадник по имени Смерть)
- 2006: Die Unbekannte (La Sconosciuta)
- 2008: Katscheli (Качели)
- 2008: Jurew den (Юрьев день)
- 2009: Italians
- 2009: Die doppelte Stunde (La doppia ora)
- 2010: Solotoje setschenie
- 2010: Il padre e lo straniero
- 2011: Falsches Spiel (Le roman de ma femme)
- 2011: Dwa dnja
- 2011: Rasputin (TV)
- 2012: Lilith – Ewige Verführung (Golfa straume zem ledus kalna)
- 2019: Odessa

## Auszeichnungen
- 2006: David di Donatello für Die Unbekannte (Beste Hauptdarstellerin)
- 2007: Nominierung für den Europäischen Filmpreis für Die Unbekannte (Beste Darstellerin)
- 2008: Darstellerpreis des Festivals des russischen Films in Sotschi für Jurjew den
- 2008: Preis des russischen Filmkritikerverbandes für Jurjew den (Beste Darstellerin)
- 2008: Goldener Adler (Solotoj Orjol) für Jurjew den (Beste Darstellerin)
- 2009: Darstellerpreis der Internationalen Filmfestspiele von Venedig für Die doppelte Stunde
- 2009: Nika-Nominierung für Jurjew den (Beste Hauptdarstellerin)
- 2011: Nika-Nominierung für Zolotoe setschenie (Beste Hauptdarstellerin)